# قناة ديسكفري (الشرق الأوسط وشمال إفريقيا)
قناة ديسكفري (الشرق الأوسط وشمال أفريقيا) هي النسخة العربية من قناة ديسكفري، باستخدام مفهوم «الترفيه الواقعي» المشابه للقناة الأمريكية الأصلية.
القناة كانت متوفرة في الأصل عبر شوتايم أرابيا، ثم انتقلت إلى منصة شبكة أوربت. القناة حاليًا متاحة عبر منصة أو إس إن وشبكة بي إن.

## برامج
بعضً من برامج القناة:
- عرض مارلين دينيس
- مدمرو الخرافات
- كيف يفعلون ذلك؟
- كيف صنعت
- ترو كرايم
- مروحية امريكية
- عامل الطب الشرعي
- نهائي 24
- المهمة غير قابلة للتصديق
- أميركان هوت رود
- مختبر سماش
- إنسان الصين صنع الأعاجيب
- صنع الإنسان أعاجيب الصين
- تجار العجلات
- أزمة كامبرفان
- أشياء كبيرة حقا
- برايناك
- أزمة بيتل
- المهام القذرة
- أوفرهاولين
- حطام الإنقاذ
- الجير الخامس
- الصيد القاتل
- بناء المستقبل
- مشروع ديسكفري ايرث
- ملوك نيترو
- قلعة بويار
- رجل في مواجهة البرية
- الرجل الناجي
- روس كيمب في أفغانستان

## روابط خارجية
- موقع رسمي